# Olena Oleksandrivna Muravjova
Olena Oleksandrivna Muravjova (in ucraino Олена Олександрівна Муравйова?; in russo Елена Александровна Муравьёва?, Elena Aleksandrovna Murav'ëva; Charkiv, 22 maggio 1867 – Kiev, 11 novembre 1939) è stata un'insegnante e cantante ucraina. Per oltre 30 anni di attività musicali ed educative a Kiev, è emersa come esperta di spicco nella formazione vocale, premiata come Artista Meritevole della SSR Ucraina (1938).

## Biografia
Olena Muravjova studiò al Conservatorio di Mosca (1886-1888). Dal 1890 al 1901 fu la solista del Teatro Bol'šoj di Mosca. Dal 1900 è stata una delle più rinomate insegnanti di canto in Ucraina e ha istruito oltre 400 cantanti, tra cui Miliza Korjus, Zoja Hajdaj, Ivan Kozlovs'kyj, Larisa Rudenko e Olena Petljaš. Nel corso degli anni ha mantenuto stretti contatti con Mykola Lysenko, Borys Ljatošyns'kyj, Viktor Kosenko, Levko Revuc'kyj ed altri compositori del suo tempo. È sepolta al Cimitero Bajkove.
La professoressa Muravjova aveva enormi poteri di persuasione e grande pazienza attraverso i quali era in grado di spiegare in modo semplice e chiaro, era finemente esperta nei trucchi dell'arte vocale, e teneva sempre conto delle sottili sfumature delle loro caratteristiche individuali. Tutta la sua grande conoscenza teorica è stata applicata nella pratica, maneggiando e arricchendo costantemente tutte le sue classi di canto superiore con la propria esperienza. Oltre ad insegnare la Muravjova, essendo una vera artista, investiva nelle riflessioni personali dei suoi studenti.